# K's Choice
I K's Choice sono un gruppo musicale rock belga attivo dagli anni '90. Il gruppo è formato dai fratelli Sarah Bettens (voce principale, chitarra) e Gert Bettens (chitarra, tastiera, voce); vengono accompagnati da Eric Grossman (basso), Jan van Sichem Jr. (chitarra) e Koen Liekens (percussioni).
I K's Choice hanno al loro attivo sia album vincitori di dischi d'oro che di platino. Sono apparsi con la canzone Virgin State Of Mind in un episodio del telefilm Buffy l'ammazza vampiri.

## Storia del gruppo
All'inizio degli anni '90, Sarah e Gert suonavano in un gruppo amatoriale, chiamato i "The Basement Plugs". L'attività del gruppo suscitò l'interesse di una casa discografica, soprattutto per la particolare voce enigmatica e fumosa della cantante Sarah. Cambiando il nome in uno maggiormente anglofono, Sarah Beth, partecipò a numerose colonne sonore cinematografiche belghe tramite alcune cover, fra cui: "I'm So Lonesome I Could Cry" (cover di Hank Williams) per il film Vrouwen Willen Trouwen (Women Want To Marry) ed un duetto con Frankie Miller, "Why Don't You Try Me," (cover di Ry Cooder) per il film Ad Fundum. Grazie alla firma del primo contratto, forma il gruppo con il fratello Gert.

### The Great Subconscious Club(1994)
Il gruppo viene chiamato The Choice e nel 1994 registra l'album del debutto: The Great Subconscious Club.
Nel 1994 la band è composta da cinque membri semi-permanenti: Sarah e Gert Bettens, Jan van Sichem, Jr. (chitarra), Koen Liekens (batteria) e Erik Verheyden (basso). Gira in tour la Germania e gli USA, a supporto delle Indigo Girls. Al loro ritorno dall'America, vengono a conoscenza di un altro gruppo con lo stesso nome The Choice. Per non incorrere in problemi legali, decidono di cambiarsi di nome, e scorrendo l'alfabeto in cerca della lettera con la miglior sonorità rispetto alla parola "Choice", diventano "K's Choice". La scelta della lettera "K" venne giustificata inizialmente come riferita a Joseph K., protagonista de Il Processo di Kafka, ma successivamente ne venne svelato il riferimento ben più arbitrario.

### Paradise In Me(1996)
Nel 1996 viene registrato il secondo album: Paradise in Me. Il primo singolo estratto, "Not an Addict", è ritenuto il loro maggior successo, tanto che, anche dopo 10 anni, nel 2006 possedeva una buona diffusione radiofonica su tutti i principali mercati. In questo periodo venne cambiato il batterista Bart van der Zeeuw con Koen Liekens ed anche il bassista venne alternato spesso. In tutto il periodo (1996-1997) supportarono il tour di Alanis Morissette, che li aveva ascoltati in apertura dell'European Festival a cui aveva partecipato, e scritturati come band di apertura.

### Cocoon Crash e Almost Happy(1998-2000)
Nel 1998 viene pubblicato Cocoon Crash, il loro terzo album e viene inserito nel gruppo, come membro bassista permanente Eric Grossman. Nel 1999 il gruppo è apparso in Buffy l'ammazza vampiri, nell'episodio Il mondo parallelo, tramite la canzone "Virgin State Of Mind".
Nel 2000 esce l'ultimo album Almost Happy, con il ritorno di Koen Liekens come batterista. Nel 2001 viene pubblicato Live (una collezione di 2 CD di registrazioni live), e nel 2003 Ten (una raccolta di 10 anni di singoli e canzoni mai pubblicate nei precedenti album, oltre ad un nuovo singolo: "Losing You"), accompagnato da un DVD.

### Separazione (2003)
Nel 2003 il gruppo decise di prendersi un periodo di riposo. Gert e Sarah tentarono una carriera solista; Gert producendo un album per un gruppo belga, i Venus in Flames, e Sarah incidendo un mini CD solista, intitolato Go, e partecipando a diverse colonne sonore cinematografiche con propri brani, tra cui: "All of This Past" for Underworld e "Someone to Say Hi To" for Zus and Zo. In aggiunta ai loro quattro album, all'album live ed al best of, produssero quattro CD in edizione limitata dedicati al loro fan club: Extra Cocoon, 2000 Seconds Live, Home e Running Backwards.
Nel 2005 Sarah pubblica il suo primo album solista, Scream, sia in Europa che negli USA; inoltre si esibisce in un tour con date in entrambi gli emisferi. Gert, che nel frattempo suonava in una band chiamata Moon Brigade, annuncia la formazione di un suo nuovo gruppo: "Woodface" (che è anche il nome di un album, tra i suoi preferiti, dei Crowded House). I Woodface hanno pubblicato il loro primo album, Good Morning Hope, il 19 settembre 2005.
Nel 2007 e 2008 Gert e la sua band Woodface hanno aperto diversi concerti di Sarah. Durante i bis, Sarah e la band del fratello hanno eseguito numerose canzoni dei K's Choice.

### Reunion e pubblicazioni recenti (2008-presente)
Nell'ottobre del 2008, in un'intervista sul sito "Austin Sound Check", Sarah ha confermato i piani per un nuovo album nel 2009. Nel giugno 2009, sul sito ufficiale della band, è stata confermata l'uscita del nuovo album per l'inizio del 2010. L'8 giugno 2009, sei anni dopo l'annuncio di una pausa a tempo indeterminato, il sito ufficiale della band ha annunciato che il gruppo sarebbe tornato ad esibirsi alla 35ª edizione di Folk Dranouter il 7 agosto 2009. Nel 2009, per celebrare il ritorno dei K's Choice, la Sony Music ha pubblicato la raccolta "The Essential K's Choice".
I K's Choice hanno registrato il loro quinto album, "Echo Mountain", agli Echo Mountain Studios di Asheville, nel North Carolina. L'album è uscito il 26 marzo 2010. I primi singoli pubblicati sono stati "When I Lay Beside You" e "Come Live The Life".
A distanza di 5 anni da "Echo Mountain", nel settembre del 2015 esce il nuovo album "The Phantom Cowboy" anticipato dal singolo "Private Revolution". l'album presenta una direzione decisamente rock, con canzoni energiche e dirette.
Nel 2017, i K's Choise hanno festeggiato i loro 25 anni di carriera pubblicando "25" :una compilation contenente i loro maggiori successi in versione rimasterizzata con l'aggiunta di inediti e di una nuova versione di "Not an Addict" registrata con la collaborazione di Skin degli "Skunk Anansie".

## Musica
I K's Choice possono essere descritti come cantautori, mentre la loro musica appartiene alle categorie rock e folk-rock.
La melodia varia dalle canzoni molto delicate ed intime a quelle decise, ritmate e intense in cui l'enigmatica bassa voce di Sarah rappresenta sicuramente la caratteristica più famosa della band.
Nei sette anni intercorsi tra The Great Subconscious Club e Almost Happy la musica è variata da quella basata sul semplice uso della chitarra ad un suono più delicato e raffinato.
La stragrande maggioranza delle canzoni vengono scritte direttamente da Sarah e Gert, molte anche separatamente. In quelle scritte da Sarah si legge il tentativo di esprimere le proprie idee, sebbene con testi semplici ed ironici, mentre Gert compone intorno ad un unico grande tema: la perdita della persona amata.
La varietà compositiva comporta molte canzoni semplici ed accessibili fin dal primo ascolto, mentre alcune si rivelano strane e quasi incomprensibili, tanto da far dichiarare a Sarah: "Nell'ascoltare i testi una prima volta, può essere difficile comprendere il loro significato, ma quando li ascolti una seconda volta, potresti percepire una semplice verità dentro delle criptiche parole. Se ciò ti accade, per favore, fammelo sapere".

## Discografia
- The Great Subconscious Club (1994)
- Paradise in Me (1996)
- Cocoon Crash (1998)
- Almost Happy (2000)
- Echo Mountain (2010)
- The Phantom Cowboy (2015)
- Love = Music (2018)

### Raccolte e Cd dedicati al Fan club
- Extra Cocoon (1998)
- 2000 Seconds Live (1998) (fanclub only)
- Live (2001)
- Home (2001) (fanclub only)
- Running Backwards (2003) (fanclub only)
- 10: 1993-2003 - Ten Years Of (2003)
- The Essential K's Choice (2009)
- Little Echoes (2011)
- 25 (2017)